# Namibiana occidentalis
Namibiana occidentalis là một loài rắn trong họ Leptotyphlopidae. Loài này được Fitzsimons mô tả khoa học đầu tiên năm 1962.